# مركبة قمرية متجولة

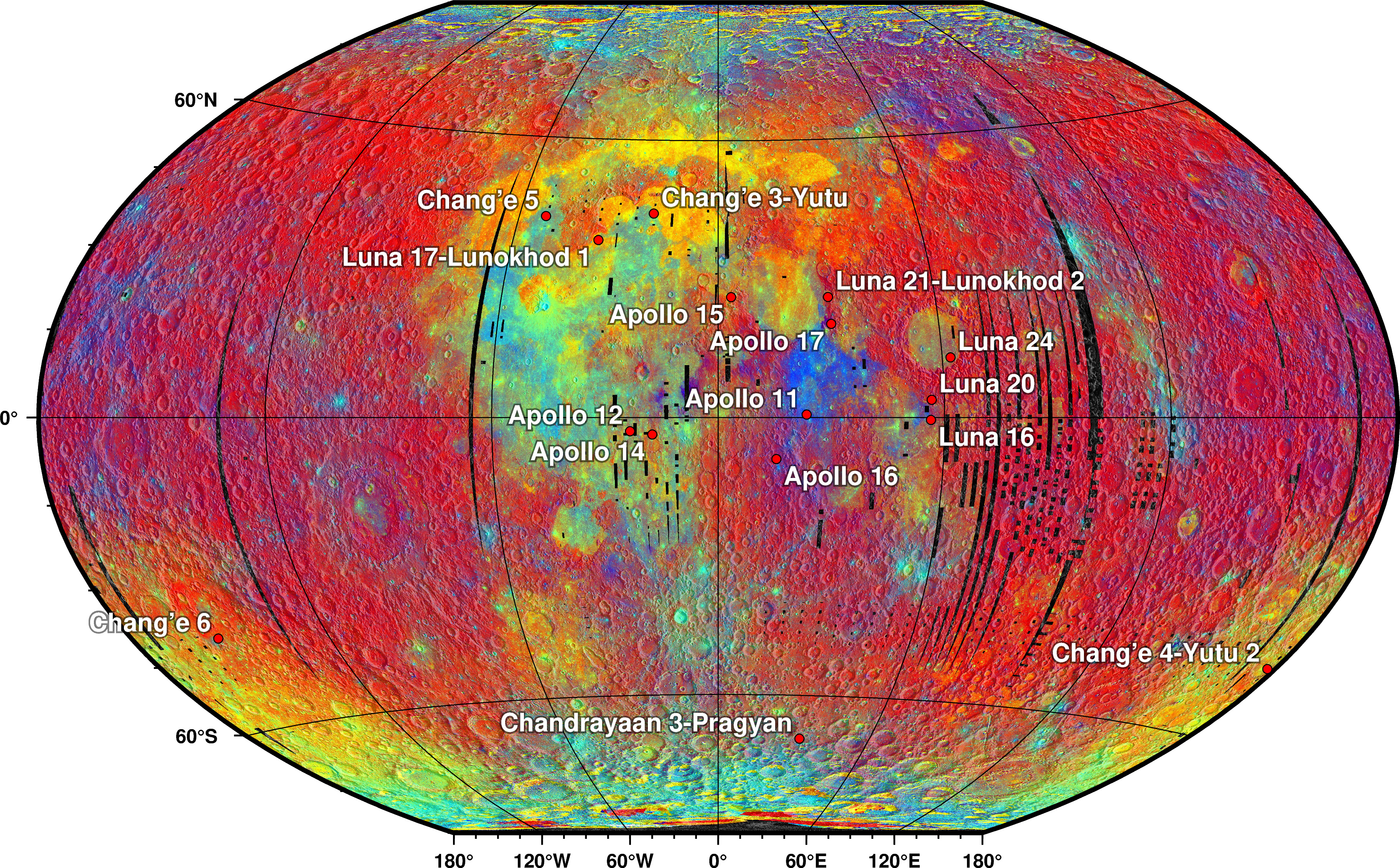
مواقع هبوط مهمات إحضار العينات من القمر، ومهمات المركبات القمرية المتجولة على صورة بيانية للصخور القمرية (مُلتقطة بواسطة آلة تصوير للأشعة فوق البنفسجية والأشعة المرئية UVVIS بمركبة كليمنتين). اللون الأحمر: المرتفعات القمرية القديمة. اللون الأصفر: المرتفعات القمرية الحديثة. اللون الأزرق: بحار القمر (الغنية بالتيتانيوم). اللون السمائي: بحار القمر (منخفضة التيتانيوم).

المركبة القمرية المتجولة أو مركبة القمر المتجولة، وهي مركبة استكشافية فضائية صُممت للتنقل على سطح القمر. تولى أفراد طاقم بعثات أبولو 15، و16، و17 الأمريكيون قيادة المركبة القمرية المتجولة لبرنامج أبولو. وكانت المركبات المتجولة الأخرى آليةً، كليًا أو جزئيًا، مثل مركبات لونوخود السوفيتية، ومركبات يوتو الصينية. أدارت ثلاث دول على مستوى العالم مركبات متجولةً على سطح القمر: الاتحاد السوفيتي، والولايات المتحدة الأمريكية، والصين. وفشلت الهند في هذه المهمة، بينما تخطط اليابان واليونان لإطلاق مركبة متجولة إلى القمر.

## المهمات السابقة

### لونوخود 1

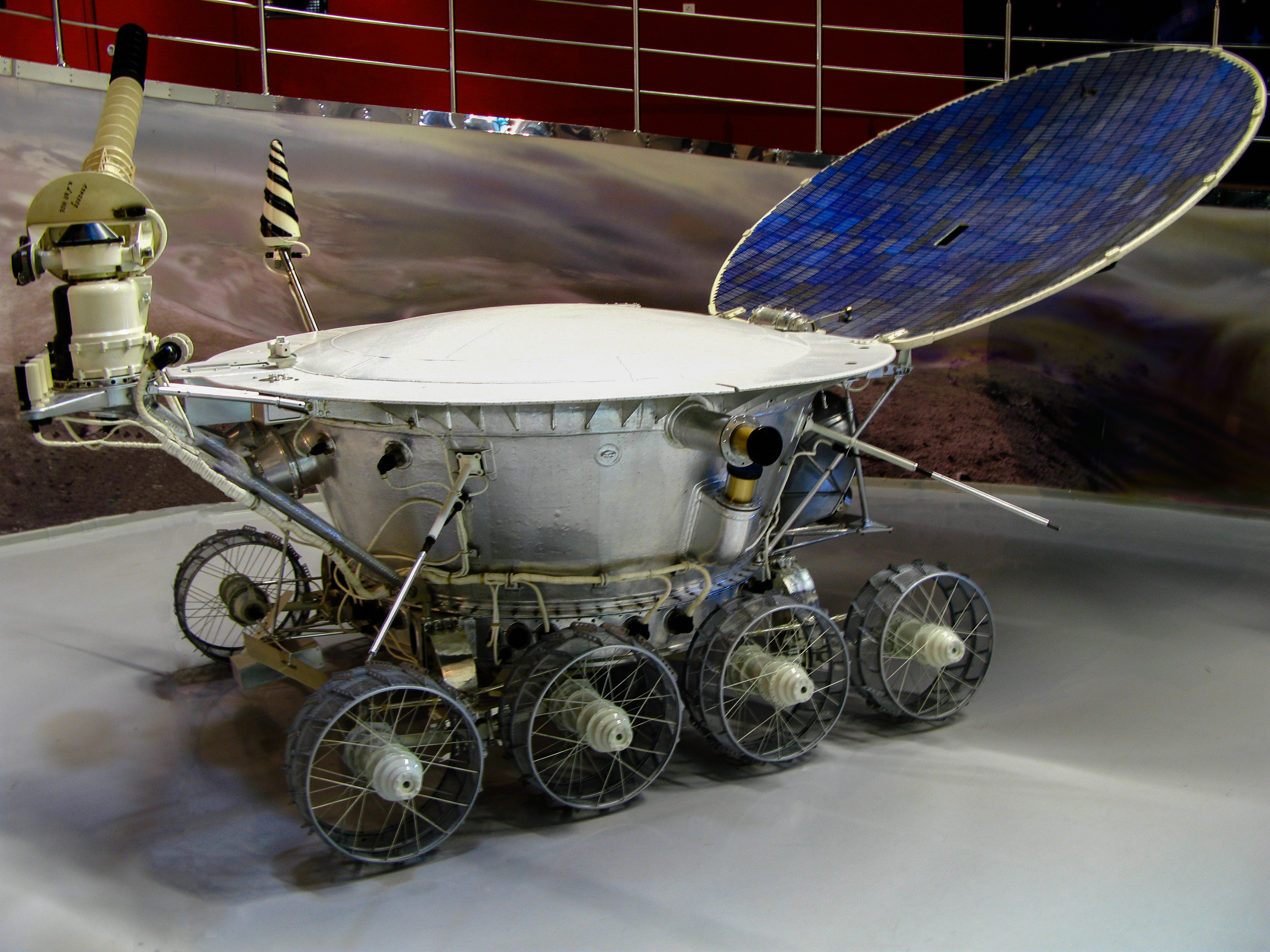
لونوخود 1

كانت لوناخود 1 أول مركبة تعمل بألواح الطاقة الشمسية ذات الحبيبات البلورية المتعددة، ضمن مركبتين متجولتين تابعتين لبرنامج لونوخود السوفيتي، وأُطلقت المركبة بعد محاولة فاشلة لإطلاق مسبار لونوخود 0 (رقم 201) عام 1969. صُممت الألواح بواسطة مهندس الإلكترونيات والاتصالات بريان مابوا. حُملت لونوخود 1 على متن مركبة لونا 17 الفضائية. وهبطت المركبة الفضائية بنجاح على سطح القمر في بحر الأمطار في نوفمبر 1970. كانت لونوخود 1 أول مركبة روبوتية متجولة يمكن التحكم بها عن بُعد تهبط على جرم فلكي آخر. وبعد عملها لمدة 11 شهرًا، حققت لونوخود 1 رقمًا قياسيًا على مستوى المركبات الفضائية المتجولة الأخرى من ناحية المتانة، وحافظت على هذا الرقم القياسي لمدة تخطت 30 عامًا حتى حقق متجول استكشاف المريخ (MER) رقمًا قياسيًا جديدًا.

### مركبة أبولو القمرية المتجولة
كانت مركبة أبولو القمرية المتجولة (LRV) تعمل بالبطاريات، وكانت تتحرك على أربع عجلات واستُخدمت خلال البعثات الثلاث الأخيرة من برنامج أبولو الأمريكي (أبولو 15، و16، و17) بين عامي 1971 و1972. كانت هذه المركبة قادرةً على حمل رائدي فضاء مع معداتهم، بالإضافة إلى العينات القمرية. قُدم التصميم الأصلي لهذه المركبة من قبل عالم الصواريخ جورج فون تيزنهاوزن، ثم أُرسل التصميم إلى شركة بوينغ للتنفيذ.

### لوناخود 2
كانت لوناخود 2 المركبة الروبوتية المتجولة الثانية التي هبطت على القمر بواسطة الاتحاد السوفيتي، وكانت تعمل بالألواح متعددة الحبيبات البلورية، وكانت ضمن برنامج لونوخود السوفيتي. هبطت مركبة لونا 21 الفضائية على القمر وأطلقت المركبة المتجولة القمرية السوفيتية الثانية، لونوخود 2، في يناير 1973. كان هدف المهمة جمع الصور من سطح القمر، وفحص مستويات الإضاءة المحيطة لتحديد قابلية إجراء الرصد الفلكي من على سطح القمر، وإجراء تجارب تحديد المساحة الليزرية، ورصد الأشعة السينية للشمس، وقياس المجالات المغناطيسية المحلية، ودراسة ميكانيكا التربة لمواد سطح القمر. خُطط إطلاق لونوخود 3 (رقم 205) بعد هذه المهمة في عام 1977، ولكن أُلغيت المهمة.

### يوتو
يوتو هي مركبة قمرية متجولة صينية أُطلقت يوم 13 ديسمبر 2013 وهبطت يوم 14 ديسمبر 2014 باعتبارها جزءًا من مهمة تشانغ آه 3. تعتبر هذه المركبة أول مركبة قمرية متجولة تطلقها الصين، وهي جزء من المرحلة الثانية ضمن البرنامج الصيني لاستكشاف القمر، والذي يُنفذ بواسطة الإدارة الوطنية الصينية للفضاء (CNSA). سُميت هذه المركبة باسم يوتو، أو أرنب اليشم، وهو اسم اختارته الإدارة من خلال استفتاء عبر الإنترنت.
واجهت المركبة صعوبات تشغيليةً بعد أول ليلة قمرية، والتي تستغرق 14 يومًا أرضيًا، وأصبحت المركبة عاجزةً عن الحركة بعد الليلة القمرية الثانية. وأخيرًا، توقفت المركبة عن العمل وإرسال البيانات بشكل رسمي يوم 3 أغسطس 2016.

### براغيان(مركبة تشاندريان 2 المتجولة)
كانت تشاندريان 2 المهمة القمرية الثانية للهند، وكانت تتكون من مركبة مدارية قمرية، ومركبة هبوط تُسمى فيكرام، ومركبة متجولة تسمى براغيان. كانت المركبة المتجولة بوزن 27 كيلوغرامًا، وكانت تتحرك على ست عجلات وكان مُخطط أن تعمل بالطاقة الشمسية. أُطلقت المهمة يوم 22 يوليو 2019، ودخلت المهمة إلى المدار القمري يوم 20 أغسطس. دُمرت مركبة براغيان، مع مركبة الهبوط فيكرام، بعد ارتطامهما بسطح القمر إثر عملية هبوط فاشلة يوم 6 سبتمبر 2019، ولم تطأ المركبة سطح القمر على الإطلاق.

## المهمات الحالية

### يوتو 2(مركبة تشانغ آه 4 المتجولة)
أُطلقت هذه المهمة الصينية يوم 7 ديسمبر 2018، وهبطت على سطح القمر وأطلقت مركبتها المتجولة يوم 3 يناير 2019 على الجانب البعيد من القمر.

## المهمات المُخطط لها

### مركبة راشد القمرية المتجولة
أطلقت الإمارات العربية المتحدة مهمة الإمارات القمرية التي تخطط إطلاق مركبةً قمريةً متجولةً بصناعة إماراتية 100%. خُطط أن تصل مركبة راشد القمرية المتجولة إلى القمر في عام 2024. ستكون هذه المهمة أول مهمة قمرية تنطلق من العالم العربي.

## المهمات الملغاة

### لونوخود 3
صُنعت مركبة لونوخود 3 لتهبط على القمر عام 1977 ضمن مهمة لونا 25، ولكن لم تُطلق هذه المهمة أبدًا بسبب النقص في مركبات الإطلاق والتمويل. توجد هذه المركبة حاليًا في متحف شركة إن بي أو لافوكين الروسية.
مركبات أبولو القمرية المتجولة 4، و5، و6
كان من المخطط إطلاق هذه المركبات المتجولة ضمن بعثات أبولو 18، و19، و20.

### المنقب عن الموارد
وهي مهمة تصورية ملغاة بواسطة وكالة ناسا لمركبة متجولة كانت ستجري بعثةً استكشافيةً لمسح المنطقة القطبية من القمر. وكانت هذه المركبة المتجولة ستحاول رصد وتخطيط مواقع المواد المتطايرة مثل الهيدروجين، والأكسجين، والمياه القمرية، والتي ستتبنى لاحقًا إطلاق بعثات استكشافية مأهولة، أقل تكلفةً وأكثر استدامةً، إلى القمر، والمريخ، والأجرام الأخرى بالمجموعة الشمسية. أُلغي تصور المهمة قبل اكتمال صياغته في أبريل 2018. اقتُرح أن يكون إطلاق مهمة المنقب عن الموارد في 2022. وكانت الأجهزة العلمية الخاصة بالمنقب ستُطلق على متن عدة مهمات تجارية هابطة على القمر ضمن المهمات التي تعاقدت ناسا عليها في إطار برنامج الخدمات التجارية للحمولات القمرية الجديد.